# Rockabilly Requiem
Rockabilly Requiem ist ein deutscher Film des Regisseurs Till Müller-Edenborn aus dem Jahr 2016. Die Premiere erfolgte am 19. Januar 2016 am Filmfestival Max Ophüls Preis.

## Handlung
Im September 1982 wenden sich die Jugendlichen Hubertus und Sebastian gegen ihre Väter, indem sie sich den 50er Jahren zuwenden, Rockabilly, Pomade und Südstaatenflaggen auf der Motorhaube als Zeichen der Freiheit und Rebellion. Ebenfalls zur Clique gehört das eigentlich in Irland lebende Punk-Girl Debbie, welches den Sommer bei ihrem Vater verbringt.
Hubertus ist Sänger in der neu gegründeten Band The Rebels. Der erste Auftritt der Band geht allerdings völlig in die Hose, da sich Hubertus im Datum geirrt hat und die Jungs damit einen Tag zu spät in der Location auftauchen. Als die angesehene Rockabilly-Band Black Jets  nach einer Vorband für ihre Deutschland-Tournee sucht, übernimmt Sebastian die Rolle des Toningenieurs, um ein Demo Band für die Bewerbung abzumischen, da er durch sein Hobby – Vogelstimmen aufnehmen – die entsprechende Technik besitzt. Bei einem seiner Ausflüge entdeckt er auch eine alte Fabrikhalle, welche die Band zukünftig als Proberaum nutzt.
Hubertus’ strenger Vater hat kein Verständnis für die musikalischen Karrierewünsche seines Sohnes und wünscht sich eine militärische Laufbahn für seinen Sohn. Als sich Hubertus tätowieren lässt und sein Vater den Probeauftritt der Band verhindert, eskaliert die ohnehin angespannte Situation weiter, und es kommt zur Prügelei zwischen Vater und Sohn.
Auch Sebastian hat Probleme mit seinem drogen- und alkoholsüchtigen Vater. Dieser hat die Familie eigentlich verlassen, zahlt keinen Unterhalt, taucht aber in unregelmäßigen Abständen immer wieder bei der Familie auf. Er verführt Sebastians Mutter zum Trinken und hält die kleine Laura, Sebastians Schwester, vom Schulgang ab und schlägt sie.
Schließlich fassen Hubertus, Sebastian und Laura den Entschluss ihre Familien zu verlassen und wegzulaufen. Mit dem gestohlenen Wagen von Hubertus’ Vater starten sie die Reise. Hubertus überlegt sich die Sache nach einem Telefonat mit Debbie an einer Tankstelle letztlich und fährt zurück zu ihr. Dort taucht Hubertus’ Vater allerdings auf und holt seinen Sohn mit der Begründung zurück, dass sich seine Mutter umbringen wollte. Hubertus rastet zu Hause völlig aus, als er bemerkt, dass sein Vater ihn angelogen hat, und bedroht diesen mit einem Gewehr. Der überrumpelt Hubertus und sperrt ihn auf dem Dachboden ein. Hubertus legt ein Feuer, flüchtet auf das Dach und springt vor den Augen seiner Eltern in den Tod.
Auf der Beerdigung seines Freundes rastet Sebastian aus und schubst Hubertus’ Vater in das offene Grab. Seinen eigenen Vater, der gerade einen Rausch ausschläft, schmeißt er aus der Wohnung.
Sebastian übernimmt die Position des Sängers in der Band, und sie treten für Hubertus bei dem für diesen so wichtigen Vorspieltermin bei den Black Jets auf.

## Rezeption
TV Spielfilm bescheinigt dem Film „Gute Momente, aber viel Luft nach oben“.
Der Filmdienst beschreibt das Werk als „am Reißbrett konzipierter Jugendfilm, in dem jeder Konflikt zu großen Pose gerinnt“.
Bianka Piringer bewertet den Film auf spielfilm.de mit 3 von 5 Punkten, sie lobt „..das stürmische Geschehen,... und seinen eigentümlichen Charme“.